# Sibagasi
Sibagasi is een bestuurslaag in het regentschap Padang Lawas Utara van de provincie Noord-Sumatra, Indonesië. Sibagasi telt 251 inwoners (volkstelling 2010).